# Apollonios (Dioiket)
Apollonios (griechisch: Ἀπολλώνιος) war der Dioiketes (Leiter der Zivilverwaltung, Finanz- und Innenminister) von Ägypten während der Regierungszeit von Ptolemaios II. Philadelphos (regierte 283–246 v. Chr.).
Apollonios war Grieche und stammt wohl aus Karien. Über sein Leben ist wenig bekannt; in antiken Dokumenten wird er einfach „Apollonios der Dioiketes“ genannt, ohne seine Heimatstadt oder den Namen seines Vaters zu erwähnen. Aber eine große Menge an Informationen über seine öffentliche Rolle ist in den Papyri, die von seinem Assistenten Zenon von Kaunos (griechisch: Ζήνων) verfasst wurde, erhalten geblieben.
Apollonios hatte das Amt des Dioiketes von etwa 262 bis 245 v. Chr. inne. Neben seiner offiziellen Funktion war er ein bedeutender Kaufmann und Landbesitzer in der ägyptischen Chora. Er besaß Ländereien sowohl im Ausland (in Galiläa) als auch im Gebiet der ägyptischen Stadt Philadelphia (unter anderem ein etwa 2800 ha großes Gut im arsinoitischen Gau (Fayum)). 252 v. Chr. begleitete er Berenike die Jüngere, die Tochter des Ptolemäus, vor ihrer Heirat mit dem Seleukidenkönig Antiochos II. bis nach Sidon. Obwohl das Ausmaß seines Einflusses auf die Politik des Königs umstritten ist, entwickelte sich während seiner Amtszeit das Wirtschafts- und Verwaltungssystem des ptolemäischen Königreichs zu seiner höchsten Komplexität und Ägypten wurde dadurch zum bei weitem wohlhabendsten der hellenistischen Staaten.
Im Jahr 260/259 v. Chr. war sein Privatsekretär Zenon für Apollonios geschäftlich in Syrien, Palästina und Anatolien unterwegs; ab 258 v. Chr. wurde er sein Sekretär in Alexandria und 256 v. Chr. Verwalter seines Landgutes in und um Philadelphia. Auch Apollonios’ Tätigkeit für Ptolemaios II. Philadelphos wurde von seinem Privatsekretär Zenon ausführlich aufgezeichnet. Im Rahmen seiner Aufgaben erstellte Zenon umfangreiche schriftliche Aufzeichnungen über verschiedene rechtliche und geschäftliche Vereinbarungen zwischen Bürgern, Reiseangelegenheiten sowie die alltäglichen Aufgaben bei der Verwaltung eines großen Landguts. Auch teilweise sehr detaillierte Informationen zur Architektur und Infrastruktur in Philadelphia und der Umgebung sind enthalten, unter anderem zu einem Sport- und Bildungszentrum (Gymnasion) mit Säulenhof (Palästra), zu einer Badeanlage mit reicher Mosaikausstattung und zu Privatvillen bedeutender Würdenträger. Auch die Neuerrichtung eines Theaters und weiterer Gebäude wird in den Dokumenten thematisiert.
Im Winter 1914–1915 wurden die über 2.000 Papyrusdokumente in der Oase Fayum zufällig bei landwirtschaftlichen Arbeiten entdeckt. Bei diesen Dokumenten handelte es sich um Aufzeichnungen, die Zenon überwiegend in griechischer, teilweise auch in demotischer Sprache oder zweisprachig, verfasst hatte. Diese Papyri, die heute als „Zenonarchiv“ bezeichnet werden, haben Historikern detaillierte Kenntnis der Rolle von Apollonios und das ptolemäische Ägypten des 3. Jahrhunderts v. Chr. geliefert. Der Althistoriker Michael Rostovtzeff hat diese Papyri ausführlich in seinem Hauptwerk „The Social and Economic History of the Hellenistic World“ (Oxford 1941, deutsche Übersetzung 1955) verarbeitet.